# Clausura de Kleene
En lògica matemàtica i en informàtica, la clausura de Kleene (també anomenada estel Kleene) és una operació unària que s'aplica sobre un conjunt de cadenes de caràcters o un conjunt de símbols o caràcters (alfabet), i representa el conjunt de les cadenes que es poden formar prenent qualsevol nombre de cadenes del conjunt inicial, possiblement amb repeticions, i concatenant-les entre si.
L'aplicació de la clausura de Kleene a un conjunt V es denota com a V*. És molt usada en expressions regulars i va ser introduïda en aquest context per Stephen Kleene (1909-1994) per caracteritzar un cert autòmat.

## Definició i notació
Donat
{\displaystyle V_{0}=\{\lambda \}\,}
es defineix recursivamente
{\displaystyle V_{i+1}=\{wv:w\in V_{i}{\mbox{ and }}v\in V\}\,} on {\displaystyle i\geq 0\,.}
Si {\displaystyle V} és un llenguatge formal, aleshores la {\displaystyle i}-ésima potència de {\displaystyle V} és l'abreviatura de la concatenació de {\displaystyle V} amb si mateix {\displaystyle i} vegades. Això és, {\displaystyle V_{i}} pot entendre's com el conjunt de tots els strings de longitud {\displaystyle i}, format a partir dels símbols en {\displaystyle V}.

La definició de clausura Kleene en {\displaystyle V} és
{\displaystyle V^{*}=\bigcup _{i\in \mathbb {N} }V_{i}=\left\{\lambda \right\}\cup V_{1}\cup V_{2}\cup V_{3}\cup \ldots .}
És a dir, és la recopilació de tots els possibles strings de longitud finita generats a partir dels símbols en {\displaystyle V}.
En alguns estudis de llenguatge formal, usen Kleene plus que és una variació de l'operació clausura de Kleene. Kleene plus omet el terme {\displaystyle V_{0}} en la unió. En altres paraules, Kleene plus en {\displaystyle V} és
{\displaystyle V^{+}=\bigcup _{i\in \mathbb {N} ^{\star }}V_{i}=V_{1}\cup V_{2}\cup V_{3}\cup \ldots .}

## Exemples
Exemple de clausura de Kleene aplicada a un caràcter:
{"a"}* = {ε, "a", "aa", "aaa", "aaaa", "aaaaa", "aaaaaa",...}
Exemple de clausura de Kleene aplicada a un conjunt de cadenes:
{"ab", "c"}* = {ε, "ab", "c", "abab", "abc", "cab", "cc", "ababab", "ababc", "abcab", "abcc", "cabab", "cabc", "ccab", "ccc",...}
Exemple de clausura de Kleene aplicada a un conjunt de caràcters:
{'a', 'b', 'c'}* = {ε, "a", "b", "c", "aa", "ab", "ac", "ba", "bb", "bc",...}